# Silvestre Luís Scandian
Dom Silvestre Luís Scandian, SVD (Iconha, 31 de dezembro de 1931 - Juiz de Fora, 16 de fevereiro de 2019) foi um bispo católico brasileiro. Foi o quinto bispo de Araçuaí e o segundo arcebispo de Vitória.

## Biografia
Filho de Domingos Scandian e Lúcia Rosa Dondoni, cursou o ensino fundamental em Santa Isabel, distrito de Domingos Martins, e em Antônio Carlos. Completou seus estudos e cursou filosofia e teologia no Seminário do Espírito Santo, dos Missionários do Verbo Divino em São Paulo. Dom Silvestre era licenciado em teologia pela Pontifícia Universidade Gregoriana em Roma (1959 - 1960) e estudou sociologia na Escola de Sociologia e Política de São Paulo (1964 - 1966).
Fez sua profissão religiosa na Congregação do Verbo Divino em 1 de março de 1951. Foi ordenado padre em 3 de março de 1958, na cidade de São Paulo. Como sacerdote foi professor de Teologia no Seminário Maior do Verbo Divino, SP (1961-1967), vigário de Monte Alto (1968-1972) e provincial da Congregação do Verbo Divino, São Paulo (1973-1974).
Foi ordenado bispo em 22 de fevereiro de 1975, na cidade de Vitória por Dom Carmine Rocco, núncio apostólico do Brasil na época. Seus co-ordenantes foram Dom Geraldo de Proença Sigaud, arcebispo de Diamantina, e Dom João Batista da Mota e Albuquerque, arcebispo de Vitória.
Em 4 de janeiro de 1975, foi nomeado bispo de Diocese de Araçuaí pelo Papa Paulo VI, onde trabalhou entre 1975 a 1981.

### Arquidiocese de Vitória/ES
Foi nomeado arcebispo coadjutor de Vitória em 18 de agosto de 1981, com a morte de Dom João Batista da Mota, assumiu o comando da Arquidiocese em 27 de abril de 1984. Também foi Vice-Presidente do Regional Leste 2 (por dois mandatos) e, como tal, responsável pelas CEB´s, Renovação Carismática e Ecumenismo.
Em uma entrevista concedida à época, afirmou que, a partir daquele momento, se dedicaria mais intensamente à vivência da caridade, pois até então havia procurado viver sobretudo a fé e a esperança. Com essa afirmação, fazia referência às virtudes teologais (fé, esperança e caridade), e, de fato, iniciou uma nova etapa em sua missão pastoral, dedicando-se a visitar doentes internados nos hospitais de Vitória.
Seu primeiro passo concreto ao assumir a arquidiocese foi a organização de uma Grande Avaliação, conhecida como GRAVA. Com isso, ele se dedicou a defender a identidade da Igreja da Arquidiocese de Vitória. Valorizou a estruturação em pequenas comunidades e fez uma escolha preferencial pelos pobres. Essa postura o levou a apoiar movimentos e pastorais sociais e de direitos humanos.
Na década de 90, a violência e o crime organizado se instauraram nas instituições governamentais e na política, passando o Espírito Santo a ser o 2º Estado proporcionalmente mais violento no Brasil. Diante desse quadro Dom Silvestre convocou a OAB e outros organismo da sociedade civil para fazer frente a problemática da violência que culminou na criação do Fórum Reage Espírito Santo. O peso da militância de Dom Silvestre que tinha como grande aliado o Dr. Agesandro da Costa Pereira, então Presidente da OAB/ES, mobilizou a sociedade capixaba contra o crime organizado e provocou uma atitude forte da Justiça no combate ao crime. Por outro lado, também recebeu ameaças e nunca aceitou proteção policial.
Durante seu governo conseguiu trazer a visita do Papa João Paulo II (1991) e a realização em Vitória do XIII Congresso Eucarístico Nacional (1996).
Renunciou o governo da arquidiocese em 14 de abril de 2004, deixando o cargo de arcebispo para Dom Luiz Mancilha Vilela.

## Enfermidade e falecimento

### Atentado de 2003.
Em abril de 2003, durante seu ministério como arcebispo de Vitória, Dom Silvestre  viveu um episódio marcante em sua trajetória episcopal. No dia 24 daquele mês, enquanto realizava atendimentos individuais na sede da Cúria Metropolitana, no centro da cidade, prática habitual de sua rotina pastoral às quintas-feiras — Dom Silvestre foi atingido por um golpe de faca durante um encontro previamente agendado.
O autor do ataque foi Robinson Santana, professor de educação física aposentado, de 50 anos, que havia solicitado audiência com o arcebispo. Durante a conversa, ao ficarem a sós em uma sala da cúria, ele desferiu uma facada no tórax de Dom Silvestre. O arcebispo conseguiu se desvencilhar e buscar ajuda.
Quando a polícia chegou ao local, o agressor ainda se encontrava no mesmo ponto onde havia caído após ser empurrado por Dom Silvestre. Ele foi detido sem oferecer resistência. Conforme relato das autoridades, o agressor alegava ter recebido uma “ordem divina” e que o crime foi cometido porque o arcebispo não respeitava as palavras da Bíblia e não falava a "verdade do livro sagrado".
Dom Silvestre foi rapidamente encaminhado ao Hospital da Associação dos Servidores Públicos, em Vitória, onde passou por um procedimento cirúrgico, a facada não atingiu órgãos vitais, e seu estado de saúde foi considerado estável, sem risco de morte. O fato gerou preocupação entre os fiéis e colaboradores da arquidiocese, mas não alterou de maneira significativa o modo como conduzia sua missão pastoral. Após a recuperação, ele seguiu no cargo até o ano seguinte, quando apresentou sua renúncia, aos 75 anos, conforme previsto pelo Código de Direito Canônico.

### Enfermidade e morte.
A partir de 2010 começou a apresentar sinais de ausências e falhas de memória que evoluíram para a doença de Alzheimer e passou a ter uma vida mais reclusa sob a atenção de cuidadores. Em 28 de maio de 2013, sofreu um acidente vascular cerebral (AVC) em sua residência, em Vitória.
Em setembro de 2018 para poder receber mais cuidados foi para a cidade de Juiz de Fora, MG, onde ficou na Casa de repouso dos padres do Verbo Divino, Congregação à qual pertencia. Por conta de uma infecção foi internado no mês de outubro do mesmo ano, onde permaneceu até a morte.
Faleceu no dia 16 de fevereiro de 2019, sendo sepultado no Cemitério do Bosque, em Vila Velha, ES, junto a seus pais.   No dia 02 de março de 2024, seus restos mortais foram transferido para a Cripta dos Arcebispos da Catedral Metropolitana de Vitória, atendendo a um pedido deixado em seu testamento.

## Ordenações Episcopais
Foi o ordenante principal de:
- Dom José Geraldo Oliveira do Valle, CSS
- Dom Geraldo Lyrio Rocha
- Dom Hélio Adelar Rubert
- Dom Odilon Guimarães Moreira

Foi o co-ordenante principal de:
- Dom Luiz Mancilha Vilela, ss.cc.
- Dom João Braz de Aviz
- Dom José Mauro Pereira Bastos, CP